# Odoardo Beccari
Pour les articles homonymes, voir Beccari.
Odoardo Beccari, né le 16 novembre 1843 à Florence et mort le 25 octobre 1920 dans cette même ville, est un naturaliste et botaniste italien.

## Biographie
Tôt orphelin, il est admis au prestigieux collège royal (Real Collegio) de Lucques où il éprouve à peine à l'âge de treize ans une grande inclination pour les sciences naturelles et la botanique. Il commence ses premières observations sous la houlette d'Ignazio Mezzetti, puis fait la connaissance du professeur Cesare Bicchi, directeur du jardin botanique de Lucques. Il montre à ce dernier une espèce de tulipes qui n'avait jamais été décrite jusqu'alors et que le professeur baptise en l'honneur du jeune botaniste Tulipa beccariana (synonyme aujourd'hui de Tulipa saxatilis Siebold ex Spreng.). Le professeur encourage le jeune homme à étudier les cryptogames ce qui le conduit à collaborer à l'herbier cryptogamique italien. En 1861, alors qu'il est encore étudiant à l'université de Pise, il est nommé assistant de botanique de Pietro Savi, mais le jeune homme est de caractère impétueux et s'oppose au doyen, si bien qu'il passe à l'université de Bologne auprès d'Antonio Bertoloni. Il est diplômé en 1863. C'est ici qu'il fait la connaissance du jeune marquis Giacomo Doria avec lequel il noue une amitié qui durera toute sa vie.
Après son diplôme, il se rend quelques mois aux jardins royaux de Kew et prend connaissance des travaux de Darwin et ceux de William Hooker et de son fils Joseph. Il se lie aussi avec James Brooke qui avait été nommé gouverneur, ou rajah, de Sarawak par le sultan du lieu plus de vingt ans auparavant. C'est alors qu'en avril 1865, à peine âgé de vingt-deux ans, Beccari décide de partir avec Brooke et Doria pour le Sarawak. Il y demeure plus de trois ans, effectuant quantité d'expéditions dans cette contrée dont il rapporte d'innombrables spécimens botaniques, mais aussi des mollusques et toute sorte d'insectes et de papillons. Il s'intéresse beaucoup aux palmiers et en décrit environ cent trente espèces de vingt-cinq genres dont quinze espèces de Pinanga, douze de Licuala, ainsi que des espèces des genres Areca, Arenga, Caryota, Cyrtostachys, Eugeissona, Iguanura, Johannesteijsmannia, Pholidocarpus et Salacca. Il rapporte plus de vingt mille plantes uniquement de la partie nord-ouest de Bornéo.
Beccari est contraint de retourner à Florence en 1868 à cause d'une violente attaque de malaria. Il fonde en 1869 le Nuovo giornale botanico italiano, où il décrit le fruit de ses collectes, puis il reprend ses voyages.
Il se joint d'abord en 1870 à l'expédition en mer Rouge du marquis Orazio Antinori et du professeur Arturo Issel, où il explore l'Éthiopie et l'Abyssinie (y compris l'archipel des Dahlak et l'Assab) et le golfe d'Aqaba, puis il part le 27 novembre 1871 pour la Papouasie et les Indes néerlandaises, accompagné de l'ornithologue Luigi Maria d'Albertis. Ils arrivent en provenance d'Ambon en Nouvelle-Guinée le 9 avril 1872. Ils y demeurent jusqu'en décembre, ensuite d'Albertis part pour Sydney. Beccari visite seul les îles Aru et les Célèbes en 1873 (il est à Makassar en octobre et reste aux Célèbre pendant plus d'une année), puis il retourne en Nouvelle-Guinée en janvier 1875 et se trouve en juillet à Ternaté. Il repart pour la Nouvelle-Guinée en novembre suivant. Le compte-rendu de ses explorations est publié par le Bulletino della societa geografica italiana (1873-1874).
Il rentre à Florence en juin 1876 recevant des témoignages de reconnaissance scientifique de la part d'institutions et sociétés savantes italiennes et étrangères. Mais il repart quelques mois plus tard en 1877 pour son troisième voyage au bout du monde. Il s'arrête aux Indes, dans l'actuelle Malaisie et poursuit en Australie, en Tasmanie et en Nouvelle-Zélande. En mai 1878, partant de Java, il accomplit une exploration de cinq mois dans les forêts vierges et montagneuses de Sumatra, où il découvre le fameux Amorphophallus titanum la plus grande inflorescence du monde, ce qui va le rendre célèbre. Il observe d'abord des feuilles, puis une plante en fruit le 6 août 1878 et enfin une plante en fleur le 5 septembre 1878 dans la montagne près de l'actuelle Aceh. Il envoie des graines et des racines en Europe. Ce n'est que onze ans plus tard que fleurit le premier exemplaire élevé en serre en Europe, à Kew Gardens.
Odoardo Beccari rentre à la fin de l'année 1878 à Florence. Il est nommé directeur du jardin des simples de Florence, succédant à Filippo Parlatore. Mais rapidement son caractère indépendant et impulsif le met en opposition avec l'administration de l'Institut des études supérieures et il doit donner sa démission dans le courant de l'année 1879. Il part ensuite avec son ami le marquis Doria retourner en mer Rouge, où ils rapportent nombre d'espèces d'insectes et de plantes. Il rentre au printemps 1880. À partir de 1880, Odoardo Beccari mène ses études dans la solitude en décrivant et analysant le résultat de ses collections botaniques qui sont recueillies au musée florentin. Il publie ses travaux dans la revue Malesia fondée par lui-même, mais en 1887 l'Institut des études supérieures supprime son financement à la revue, ce qui oblige Beccari à interrompre sa publication, ainsi que ses travaux concernant la flore malaise.
Entre-temps, il décide de rédiger ses Mémoires d'explorateur naturaliste qui sont publiés en 1902 sous le titre de Nelle foreste di Borneo (Dans les forêts de Bornéo). Cet ouvrage rencontre un grand succès et il est traduit en plusieurs langues.
L'Académie des Lyncéens l'accueille parmi ses membres en 1904, reconnaissant ses mérites exceptionnels de naturaliste et de botaniste. Il continue sa vie solitaire d'études, jusqu'à sa mort survenue à Florence en 1920.
Alors que les archives Beccari sont conservées par le Département de biologie végétale de l’Université de Florence, certains de ses carnets de voyage se trouvent au Museo Galileo de Florence.

## Plantes fameuses décrites par Beccari

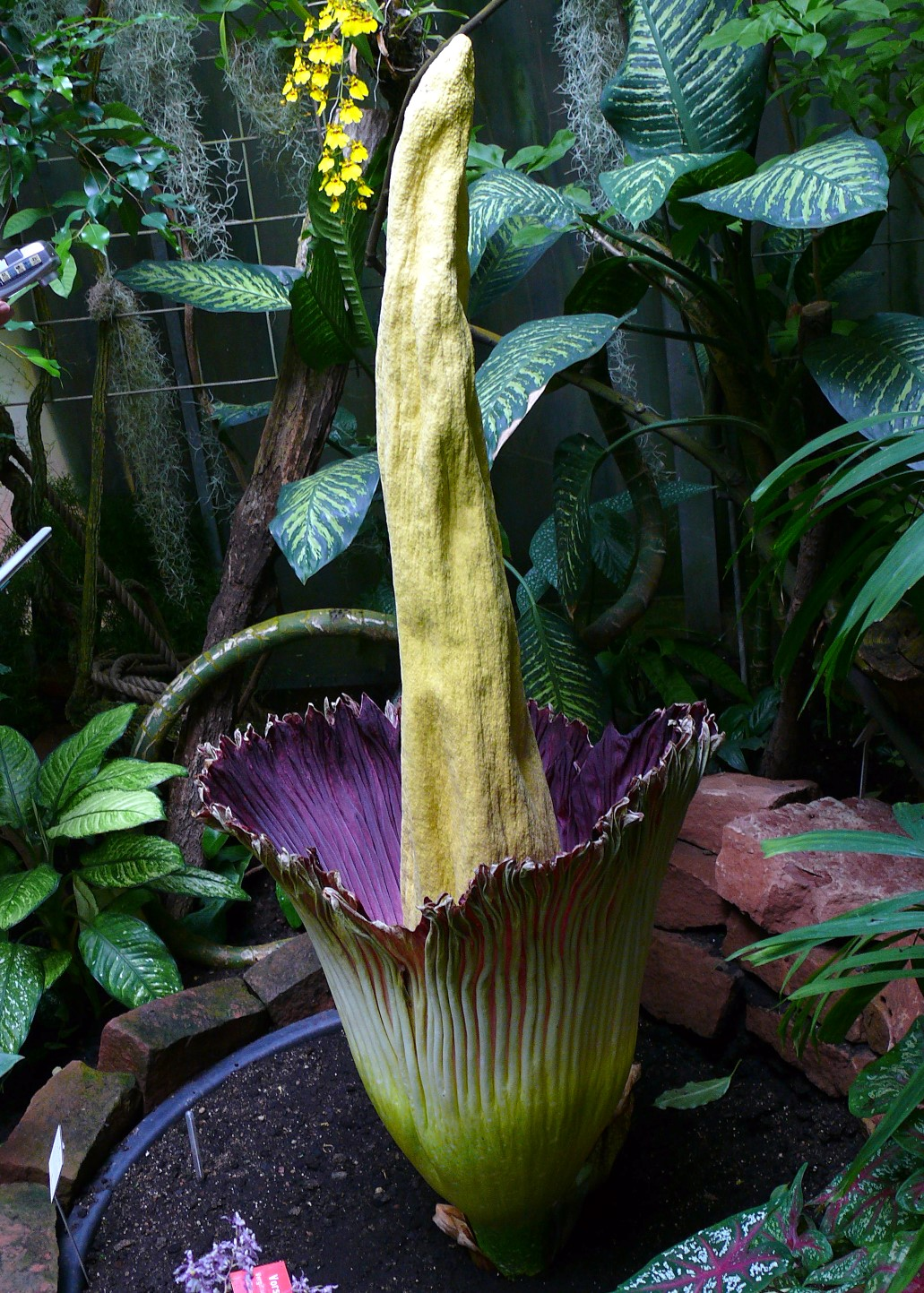
Arum titan

### Genres
Parmi les genres décrits par Odoardo Beccari, l'on peut distinguer: Howea.

### Espèces
- Amorphophallus titanum
- Carpentaria acuminata
- Livistona decipiens
- Livistona loryphylla
- Livistona rigida
- Rhapis subtilis,
- Rhapis laosensis

## Hommages
- Plusieurs genres de plantes ont été baptisés de son nom en son honneur, comme Beccarina, Beccarianthus, Beccariella, Beccarinda et Beccariophoenix (les deux derniers étant les seuls à être validés par la taxonomie moderne).
- Près de deux cents espèces lui sont dédiées dont:
  - (Anacardiaceae) Gluta beccarii (Engl.) Ding Hou[3]
  - (Annonaceae) Friesodielsia beccarii (Diels) Steenis[4]
  - (Apocynaceae) Willughbeiopsis beccarii (Pierre) Rauschert[5]
  - (Balsaminaceae) Impatiens beccarii Hook.f. ex Dunn[6]
  - (Cyperaceae) Isolepis beccarii (Boeckeler) Goetgh. & D.A.Simpson[7]

- Plusieurs espèces de palmiers lui doivent leur nom, ainsi de Hydriastele beccariana, Licuala beccariana et Pritchardia beccariana
- En zoologie, le Varanus beccarii (originaire d'Indonésie, dont certaines contrées ont été explorées par lui), lui est dédié.

## Œuvres
Il est l’auteur de :

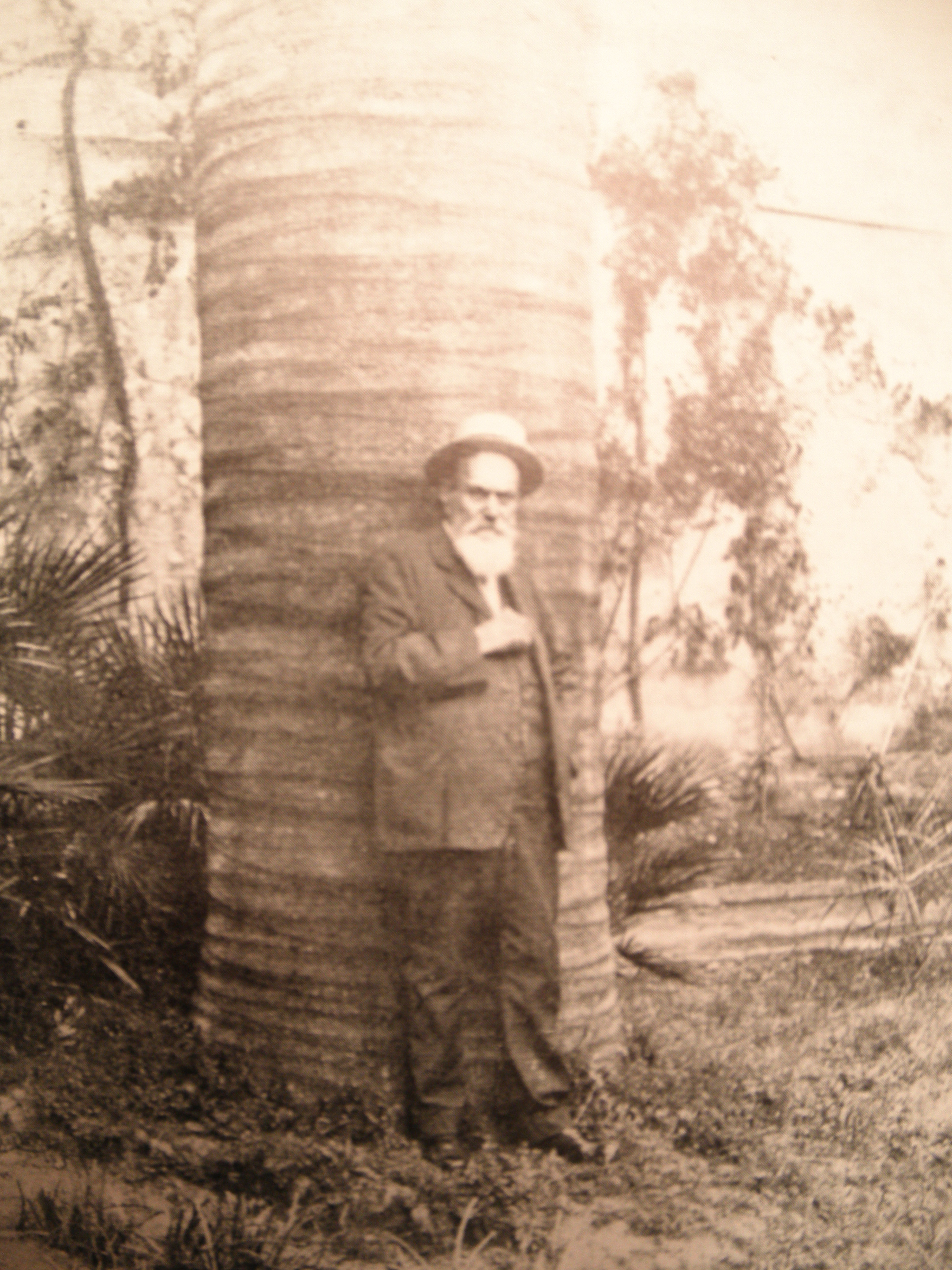
Odoardo Beccari à la fin de sa vie dans les années 1910 devant un cocotier du Chili

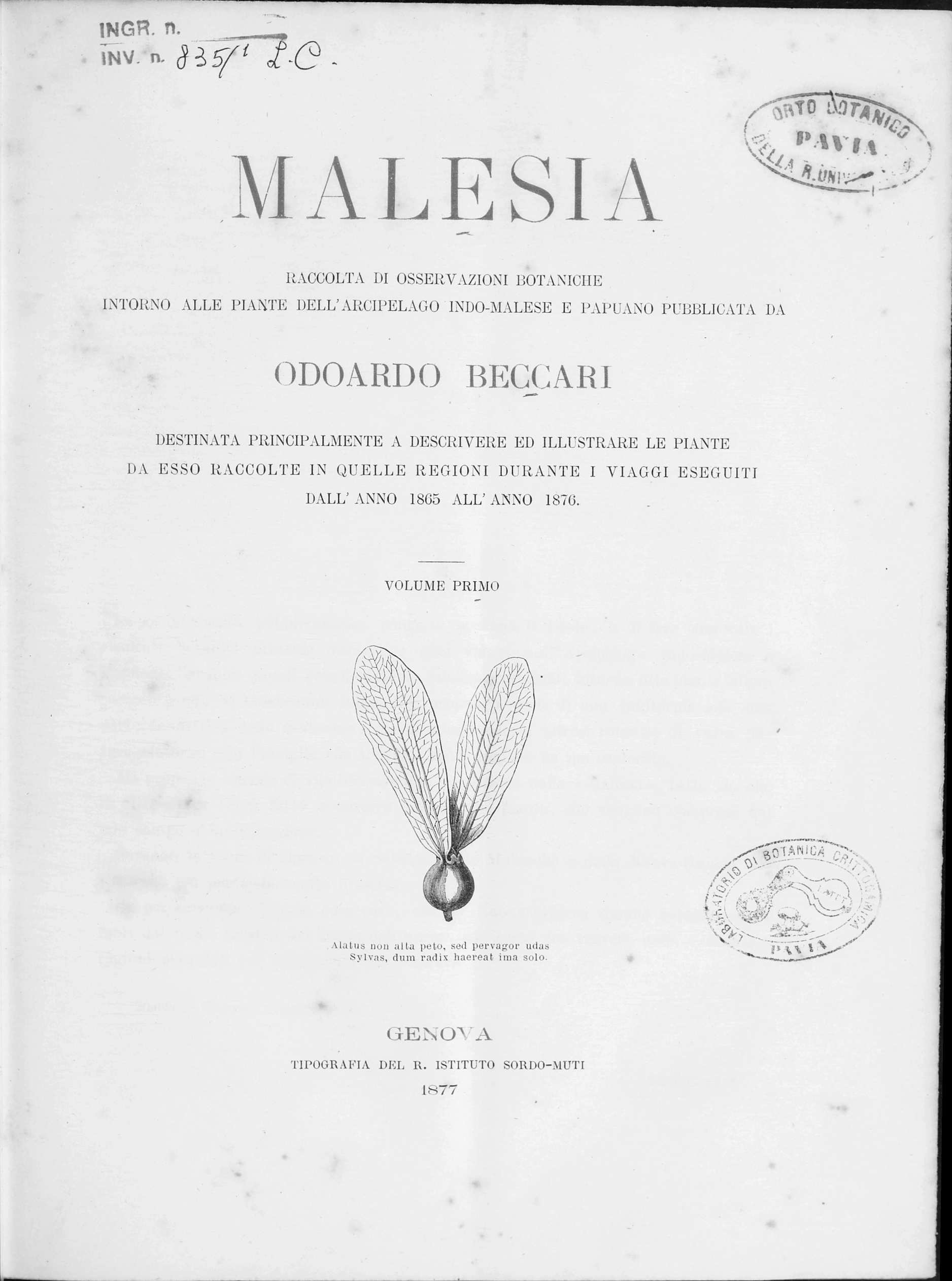
Malesia, vol. 1, 1877

- Malesia, raccolta d’osservazioni lese e papuano, en trois volumes, 1877-1889.
- Nelle Foreste di Borneo. Viaggi e ricerche di un naturalista, S. Landi, Florence, 1902, réédité en 1982.
- Asiatic Palms (1908).
- Palme del Madagascar descritte ed illustrate. 1912–1914.
- Contributo alla conoscenza della palma a olio (Elaeis guineensis), 1914.
- Malesia; raccolta di osservazioni botaniche intorno alle piante dell'arcipelago Indo-Malese e Papuano pubblicata da Odoardo Beccari, destinata principalmente a descrivere ed illustrare le piante da esso raccolte in quelle regioni durante i viaggi eseguiti dall'anno 1865 all'anno 1878, 1916.
- Il genere Cocos Linn. e le palme affini, 1916.
- Nova Guinea, Selebes e Molucche. Diari di viaggio ordonati dal figlio Prof. Dott. Nello Beccari, La Voce, Florence, 1924.